# Coppa Italia Serie C 2018-2019
La Coppa Italia Serie C 2018-2019 è stata una competizione di calcio italiana a cui hanno partecipato le squadre iscritte al campionato di Serie C 2018-2019. È iniziata il 5 agosto 2018 e si è conclusa l'8 maggio 2019 con il ritorno della finale. Il torneo è stato vinto, per la prima volta, dalla Viterbese Castrense che guadagna anche l'accesso al primo turno eliminatorio della Coppa Italia 2019-2020.

## Formula
Hanno partecipato alla competizione le 59 squadre che risultano iscritte al campionato di Serie C 2018-2019. La competizione si divide nelle seguenti fasi:
- Fase eliminatoria a gironi: vi partecipano le 29 squadre che non hanno partecipato alla Coppa Italia maggiore. Le squadre sono suddivise in 11 gironi, dei quali 7 costituiti da tre squadre e i rimanenti 4 costituiti da due squadre. I gironi con due squadre si svolgono con gare di andata e ritorno, quelli da tre squadre invece con gare di sola andata. La società classificata al primo posto (una sola società per ogni girone) è ammessa alla Fase Finale.
- Fase finale: vi partecipano 41 squadre: le 30 ammesse di diritto (in quanto designate dalla Lega Italiana Calcio Professionistico per partecipare anche alla Coppa Italia maggiore) e le vincitrici degli 11 gironi della fase eliminatoria. Si svolge secondo la formula dell'eliminazione diretta, con un tabellone determinato su accoppiamenti guidati dal criterio di vicinanza geografica.
  - Primo turno: viene disputato solo da 18 delle 41 squadre, che si affrontano in 9 partite di sola andata per ridurre il numero delle partecipanti a 32; il fattore campo è determinato per sorteggio.
  - Sedicesimi di finale: sono disputati dalle 9 vincenti del primo turno e dalle 23 che non hanno disputato il primo turno; si giocano 16 partite di sola andata, con fattore campo determinato per sorteggio.
  - Ottavi e quarti di finale: le squadre rimaste si affrontano in partite di sola andata. La squadra ospitante viene determinata per sorteggio.
  - Semifinali e finale: le squadre si affrontano in partite di andata e ritorno. La squadra ospitante la partita di andata viene determinata per sorteggio.

## Fase a gironi

### Girone A
| Squadra      | P.ti | G | V | N | P | GF | GS | DR |
| ------------ | ---- | - | - | - | - | -- | -- | -- |
| Albissola    | 4    | 2 | 1 | 1 | 0 | 5  | 4  | +1 |
| Juventus U23 | 4    | 2 | 1 | 1 | 0 | 3  | 2  | +1 |
| Cuneo        | 0    | 2 | 0 | 0 | 2 | 2  | 4  | -2 |

| Arbitro: | Colombo (Como) |

|                         |           |                               |
| Zamparo 34’ (rig.), 51’ | Marcatori | 17’, 22’ Cais 58’ Bezziccheri |

| Arbitro: | Marcenaro (Genova) |

|                 |           |  |
| Zanimacchia 28’ | Marcatori |  |

| Arbitro: | Maggio (Lodi) |

|                         |           |                           |
| Cais 62’ Balestrero 64’ | Marcatori | 20’ Mavididi 68’ Olivieri |

### Girone B
| Squadra    | P.ti | G | V | N | P | GF | GS | DR |
| ---------- | ---- | - | - | - | - | -- | -- | -- |
| Gozzano    | 2    | 2 | 0 | 2 | 0 | 3  | 3  | 0  |
| Pro Patria | 2    | 2 | 0 | 2 | 0 | 3  | 3  | 0  |

| Arbitro: | Repace (Perugia) |

|                                    |           |                               |
| Santana 29’ (rig.) Mastroianni 81’ | Marcatori | 6’ (rig.) Rolfini 36’ Messias |

| Arbitro: | Collu (Cagliari) |

|             |           |          |
| Rolfini 65’ | Marcatori | 59’ Mora |

### Girone C
| Squadra       | P.ti | G | V | N | P | GF | GS | DR |
| ------------- | ---- | - | - | - | - | -- | -- | -- |
| Virtus Verona | 4    | 2 | 1 | 1 | 0 | 3  | 2  | +1 |
| Pro Piacenza  | 1    | 2 | 0 | 1 | 1 | 2  | 3  | -1 |

| Arbitro: | Fiero (Pistoia) |

|                    |           |            |
| Manarin 18’ (aut.) | Marcatori | 67’ Fasolo |

| Arbitro: | Perenzoni (Rovereto) |

|                                  |           |                 |
| Grandolfo 69’ Momentè 81’ (rig.) | Marcatori | 35’ (rig.) Nolé |

### Girone D
| Squadra  | P.ti | G | V | N | P | GF | GS | DR |
| -------- | ---- | - | - | - | - | -- | -- | -- |
| Lucchese | 2    | 2 | 0 | 2 | 0 | 2  | 2  | 0  |
| Arezzo   | 2    | 2 | 0 | 2 | 0 | 2  | 2  | 0  |

| Arbitro: | Feliciani (Teramo) |

|           |           |                |
| Cutolo 9’ | Marcatori | 25’ Sorrentino |

| Arbitro: | Tremolada (Monza) |

|                             |                      |                               |
| Provenzano 16’ (rig.)       | Marcatori            | 45+1’ Tassi                   |
| Lombardo Cardore Bortolussi | Tiri di rigore 3 – 1 | Buglio Bruschi Foglia Persano |

### Girone E
| Squadra | P.ti | G | V | N | P | GF | GS | DR |
| ------- | ---- | - | - | - | - | -- | -- | -- |
| Imolese | 4    | 2 | 1 | 1 | 0 | 5  | 3  | +2 |
| Ravenna | 3    | 2 | 1 | 0 | 1 | 4  | 5  | -1 |
| Rimini  | 1    | 2 | 0 | 1 | 1 | 0  | 1  | -1 |

| Arbitro: | Di Graci (Como) |

|          |           |  |
| Papa 75’ | Marcatori |  |

| Forlì 26 agosto 2018, ore 20:30 CEST 2ª giornata | Rimini              | 0 – 0 referto | Imolese | Stadio Tullo Morgagni\| Arbitro: \| Angelucci (Foligno) \| |
| Arbitro:                                         | Angelucci (Foligno) |               |         |                                                            |

| Arbitro: | Kumara (Verona) |

|                                                          |           |                                     |
| Lanini 15’ Valentini 43’, 52’ Carini 75’ Belcastro 90+4’ | Marcatori | 32’ (aut.) Gargiulo 39’, 47’ Ronchi |

### Girone F
| Squadra    | P.ti | G | V | N | P | GF | GS | DR |
| ---------- | ---- | - | - | - | - | -- | -- | -- |
| Fano       | 4    | 2 | 1 | 1 | 0 | 1  | 0  | +1 |
| Gubbio     | 3    | 2 | 1 | 0 | 1 | 2  | 2  | 0  |
| Vis Pesaro | 1    | 2 | 0 | 1 | 1 | 1  | 2  | -1 |

| Arbitro: | De Tommaso (Rieti) |

|                          |           |              |
| Marchi 31’ Casiraghi 74’ | Marcatori | 21’ Tessiore |

| Pesaro 12 agosto 2018, ore 17:00 CEST 2ª giornata | Vis Pesaro      | 0 – 0 referto | Fano | Stadio Tonino Benelli\| Arbitro: \| Fontani (Siena) \| |
| Arbitro:                                          | Fontani (Siena) |               |      |                                                        |

| Arbitro: | Arace (Lugo di Romagna) |

|              |           |  |
| Ferrante 74’ | Marcatori |  |

### Girone G
| Squadra   | P.ti | G | V | N | P | GF | GS | DR |
| --------- | ---- | - | - | - | - | -- | -- | -- |
| Arzachena | 4    | 2 | 1 | 1 | 0 | 3  | 2  | +1 |
| Olbia     | 1    | 2 | 0 | 1 | 1 | 2  | 3  | -1 |

| Arbitro: | Giordano (Novara) |

|             |           |           |
| Ceter 90+1’ | Marcatori | 50’ Sanna |

| Arbitro: | Gualtieri (Asti) |

|                 |           |           |
| Moi 14’ Loi 46’ | Marcatori | 83’ Ceter |

### Girone H
| Squadra | P.ti | G | V | N | P | GF | GS | DR |
| ------- | ---- | - | - | - | - | -- | -- | -- |
| Teramo  | 4    | 2 | 1 | 1 | 0 | 2  | 1  | +1 |
| Rieti   | 3    | 2 | 1 | 0 | 1 | 3  | 2  | +1 |
| Fermana | 1    | 2 | 0 | 1 | 1 | 0  | 2  | -2 |

| Teramo 8 agosto 2018, ore 20:30 CEST 1ª giornata | Teramo              | 0 – 0 referto | Fermana | Stadio Gaetano Bonolis\| Arbitro: \| Maranesi (Ciampino) \| |
| Arbitro:                                         | Maranesi (Ciampino) |               |         |                                                             |

| Arbitro: | Monaldi (Macerata) |

|             |           |                                 |
| Todorov 47’ | Marcatori | 8’ Di Renzo 56’ Bacio Terracino |

| Arbitro: | Petrella (Viterbo) |

|  |           |                      |
|  | Marcatori | 75’ Pepe 85’ Todorov |

### Girone I
| Squadra   | P.ti | G | V | N | P | GF | GS | DR |
| --------- | ---- | - | - | - | - | -- | -- | -- |
| Catanzaro | 6    | 2 | 2 | 0 | 0 | 7  | 3  | +4 |
| Cavese    | 3    | 2 | 1 | 0 | 1 | 3  | 5  | -2 |
| Paganese  | 0    | 2 | 0 | 0 | 2 | 1  | 3  | -2 |

| Arbitro: | Luciani (Roma 1) |

|                      |           |                             |
| Cesaretti 10’ (rig.) | Marcatori | 6’ Fischnaller 55’ Celiento |

| Arbitro: | Natilla (Molfetta) |

|           |           |  |
| Agate 35’ | Marcatori |  |

| Arbitro: | Pirrotta (Barcellona Pozzo di Gotto) |

|                                               |           |                         |
| Ciccone 14’, 40’ D'Ursi 23’, 70’ Celiento 57’ | Marcatori | 48’, 69’ Flores Heatley |

### Girone L
| Squadra   | P.ti | G | V | N | P | GF | GS | DR |
| --------- | ---- | - | - | - | - | -- | -- | -- |
| Potenza   | 6    | 2 | 2 | 0 | 0 | 6  | 0  | +6 |
| Matera    | 3    | 2 | 1 | 0 | 1 | 3  | 3  | 0  |
| Bisceglie | 0    | 2 | 0 | 0 | 2 | 0  | 6  | -6 |

| Matera 8 agosto 2018, ore 17:30 CEST 1ª giornata | Matera       | 0 – 3 A tavolino | Potenza | Stadio XXI Settembre-Franco Salerno\| Arbitro: \| Miele (Nola) \| |
| Arbitro:                                         | Miele (Nola) |                  |         |                                                                   |

| Arbitro: | Pascarella (Nocera Inferiore) |

|  |           |                                   |
|  | Marcatori | 2’ Risaliti 57’ Ricci 77’ Dellino |

| Arbitro: | Marotta (Sapri) |

|                                      |           |  |
| Dettori 20’ Di Somma 81’ Emerson 88’ | Marcatori |  |

### Girone M
| Squadra  | P.ti | G | V | N | P | GF | GS | DR |
| -------- | ---- | - | - | - | - | -- | -- | -- |
| Siracusa | 4    | 2 | 1 | 1 | 0 | 5  | 4  | +1 |
| Reggina  | 2    | 2 | 0 | 2 | 0 | 3  | 3  | 0  |
| Vibonese | 1    | 2 | 0 | 1 | 1 | 1  | 2  | -1 |

| Arbitro: | Panettella (Bari) |

|                  |           |              |
| Bubas 89’ (rig.) | Marcatori | 1’, 62’ Diop |

| Reggio Calabria 12 agosto 2018, ore 20:45 CEST 2ª giornata | Reggina        | 0 – 0 referto | Vibonese | Stadio Oreste Granillo\| Arbitro: \| Rutella (Enna) \| |
| Arbitro:                                                   | Rutella (Enna) |               |          |                                                        |

| Arbitro: | Carrione (Castellammare di Stabia) |

|                         |           |                                       |
| Diop 52’ Rizzo 69’, 82’ | Marcatori | 19’ Tulissi 89’ Maritato 90+1’ Ungaro |

## Fase a eliminazione diretta
Alla fase finale partecipano 41 società di cui 11 qualificate nella fase a gironi e le 30 che hanno partecipato alla Coppa Italia organizzata dalla Lega Nazionale Professionisti Serie A.

### Primo turno
Sulla base di criteri determinati, per sorteggio vengono designate 9 gare di qualificazione per la riduzione da 41 a 32 squadre per l’ammissione ai Sedicesimi di finale.
| Squadra 1       | Risultato       | Squadra 2      |
| --------------- | --------------- | -------------- |
| 9 ottobre 2018  |                 |                |
| Catanzaro       | 3 - 1 (dts)     | Rende          |
| Siracusa        | 1 - 0           | Sicula Leonzio |
| Casertana       | 0 - 2 (dts)     | Juve Stabia    |
| 10 ottobre 2018 |                 |                |
| Giana Erminio   | 0 - 1           | AlbinoLeffe    |
| Imolese         | 4 - 2           | Pistoiese      |
| Sambenedettese  | 1 - 1 (4-1 dtr) | Fano           |
| Feralpisalò     | 1 - 0           | Virtus Verona  |
| Alessandria     | 2 - 0           | Albissola      |
| 24 ottobre 2018 |                 |                |
| L.R. Vicenza    | 2 - 2 (3-2 dtr) | Triestina      |

| Arbitro: | Cosso (Reggio Calabria) |

|                                            |           |             |
| Posocco 1’ Fischnaller 105+1’ Iuliano 119’ | Marcatori | 27’ Laaribi |

| Arbitro: | Pirrotta (Barcellona Pozzo di Gotto) |

|            |           |  |
| Vázquez 8’ | Marcatori |  |

| Arbitro: | Chindemi (Viterbo) |

|  |           |                            |
|  | Marcatori | 100’ El Ouazni 120’ Paponi |

| Arbitro: | Repace (Perugia) |

|  |           |                         |
|  | Marcatori | 90+2’ (aut.) Dalla Bona |

| Arbitro: | Paterna (Teramo) |

|                                               |           |                           |
| Lanini 42’, 68’ (rig.) Mosti 50’ Gargiulo 73’ | Marcatori | 13’ Luperini 52’ Fanucchi |

| Arbitro: | Carella (Bari) |

|                                 |                      |                        |
| Russotto 90+3’                  | Marcatori            | 28’ Filippini          |
| Rocchi Calderini Ilari Russotto | Tiri di rigore 4 – 1 | Ferrante Cernaz Konaté |

| Arbitro: | Gualtieri (Asti) |

|              |           |  |
| Marchi 90+3’ | Marcatori |  |

| Arbitro: | Di Graci (Como) |

|                           |           |  |
| De Luca 89’ Sartore 90+2’ | Marcatori |  |

| Arbitro: | Bitonti (Bologna) |

|                                          |                      |                                            |
| Arma 19’ Zonta 68’                       | Marcatori            | 61’ Coletti 65’ Procaccio                  |
| Curcio Arma Maistrello Andreoni Laurenti | Tiri di rigore 3 – 2 | Procaccio Coletti Steffe Petrella Sabatino |

### Sedicesimi di finale
| Squadra 1           | Risultato       | Squadra 2          |
| ------------------- | --------------- | ------------------ |
| 30 ottobre 2018     |                 |                    |
| Juve Stabia         | 1 - 2           | Potenza            |
| Monopoli            | 2 - 1           | Virtus Francavilla |
| Trapani             | 3 - 1           | Siracusa           |
| 31 ottobre 2018     |                 |                    |
| Pordenone           | 0 - 1           | L.R. Vicenza       |
| Feralpisalò         | 1 - 1 (4-3 dtr) | Südtirol           |
| Piacenza            | 0 - 0 (3-4 dtr) | AlbinoLeffe        |
| Renate              | 0 - 0 (5-6 dtr) | Gozzano            |
| Imolese             | 2 - 1           | Lucchese           |
| Pisa                | 3 - 0           | Arzachena          |
| Teramo              | 3 - 1           | Sambenedettese     |
| 30 gennaio 2019     |                 |                    |
| Monza               | 1 - 0           | Novara             |
| Pro Vercelli        | 1 - 1 (8-7 dcr) | Alessandria        |
| Virtus Entella      | 3 - 4           | Carrarese          |
| Pontedera           | 2 - 2 (5-4 dtr) | Siena              |
| Catania             | 1 - 2           | Catanzaro          |
| 6 febbraio 2019     |                 |                    |
| Viterbese Castrense | 2 - 1 (dts)     | Ternana            |

| Arbitro: | Longo (Paola) |

|              |           |                       |
| Mastalli 84’ | Marcatori | 6’ Leveque 70’ Panico |

| Arbitro: | Di Cairano (Ariano Irpino) |

|                                   |           |          |
| Dambros 13’ Mulè 16’ D'Angelo 63’ | Marcatori | 17’ Diop |

| Arbitro: | Saia (Palermo) |

|                           |           |                |
| Mendicino 63’ (rig.), 64’ | Marcatori | 90+4’ Caporale |

| Arbitro: | Acanfora (Castellammare di Stabia) |

|                                   |           |  |
| Cuppone 64’, 69’ Di Quinzio 90+3’ | Marcatori |  |

| Arbitro: | Giordano (Novara) |

|                                             |                      |                                       |
| Pesenti Fedato Sylla Di Molfetta Bertoncini | Tiri di rigore 3 – 4 | Sbaffo Colombi Coppola Spampatti Cali |

| Arbitro: | Marini (Trieste) |

|                          |           |               |
| Giovinco 70’ (rig.), 77’ | Marcatori | 32’ Jovanović |

| Arbitro: | Colombo (Como) |

|  |           |          |
|  | Marcatori | 58’ Arma |

| Arbitro: | Ricci (Firenze) |

|                                                                        |                      |                                                             |
| Doninelli Simonetti Frabotta Pattarello Venitucci Guglielmotti Pennati | Tiri di rigore 5 – 6 | Romeo Carletti Emiliano Manè Rolando Salvestroni Tumminelli |

| Arbitro: | Monaldi (Macerata) |

|                                    |                      |                                                  |
| Zanon 75’ (aut.)                   | Marcatori            | 47’ Costantino                                   |
| Vita Martin Dametto Magnino Parodi | Tiri di rigore 4 – 3 | Fink Antezza Della Giovanna Costantino Mazzocchi |

| Arbitro: | Moriconi (Roma 2) |

|                     |           |               |
| Zecca 17’, 30’, 32’ | Marcatori | 90’ Rapisarda |

| Arbitro: | Pascarella (Nocera Inferiore) |

|         |           |  |
| Lora 7’ | Marcatori |  |

| Arbitro: | Maranesi (Ciampino) |

|                              |           |                                        |
| Vianni 81’, 84’ Di Cosmo 82’ | Marcatori | 7’ Valente 15’, 45’ Biasci 31’ Piscopo |

| Arbitro: | Clerico (Torino) |

|                                                               |                      |                                                                   |
| Berra 88’                                                     | Marcatori            | 65’ Akkammadu                                                     |
| Comi Grillo Mal Berra Iezzi Bellemo Crescenzi Moschin Colombo | Tiri di rigore 8 – 7 | De Luca Sartore Prestia Rocco Bellazzini Gazzi Sbampato Badan Pop |

| Arbitro: | Carella (Bari) |

|             |           |                          |
| Curiale 52’ | Marcatori | 42’ Eklu 74’ Bianchimano |

| Arbitro: | Pirrotta (Barcellona Pozzo di Gotto) |

|                                           |                      |                                            |
| Riccio 57’ Raimo 106’                     | Marcatori            | 3’ Aramu 105+3’ Gliozzi                    |
| Giuliani Fontanesi Caponi Masetti Bardini | Tiri di rigore 5 – 4 | Di Livio Arrigoni Bulevardi Gliozzi Fabbro |

| Arbitro: | Paterna (Teramo) |

|                                    |           |            |
| Polidori 84’ (rig.) Bismark 105+1’ | Marcatori | 4’ Bifulco |

### Ottavi di finale
Si disputano in gara unica.
| Squadra 1           | Risultato       | Squadra 2    |
| ------------------- | --------------- | ------------ |
| 5 febbraio 2019     |                 |              |
| Feralpisalò         | 1 - 3           | L.R. Vicenza |
| 6 febbraio 2019     |                 |              |
| Gozzano             | 1 - 0           | AlbinoLeffe  |
| Monza               | 1 - 0           | Pro Vercelli |
| Imolese             | 2 - 1           | Carrarese    |
| Pisa                | 3 - 0           | Pontedera    |
| Potenza             | 0 - 0 (4-2 dtr) | Monopoli     |
| Trapani             | 1 - 0           | Catanzaro    |
| 27 febbraio 2019    |                 |              |
| Viterbese Castrense | 1 - 0           | Teramo       |

| Arbitro: | Miele (Nola) |

|          |           |                                |
| Vita 64’ | Marcatori | 28’, 54’ Maistrello 67’ Curcio |

| Arbitro: | Acanfora (Castellammare di Stabia) |

|             |           |  |
| Rolfini 33’ | Marcatori |  |

| Arbitro: | Cudini (Fermo) |

|                |           |  |
| Comi 3’ (aut.) | Marcatori |  |

| Arbitro: | Feliciani (Teramo) |

|                                 |           |  |
| Moscardelli 9’, 36’ Minesso 38’ | Marcatori |  |

| Arbitro: | Zingarelli (Siena) |

|                   |           |  |
| Costa Ferreira 3’ | Marcatori |  |

| Arbitro: | Pashuku (Albano Laziale) |

|                           |           |                |
| Giovinco 60’ Boccardi 85’ | Marcatori | 42’ Latte Lath |

| Arbitro: | Longo (Paola) |

|                                             |                      |                                      |
| Longo Bacio Terracino Emerson Guaita Matera | Tiri di rigore 4 – 2 | Scoppa Mendicino Bastrini Donnarumma |

| Arbitro: | Zufferli (Udine) |

|             |           |  |
| Pacilli 63’ | Marcatori |  |

### Quarti di finale
Si disputano in gara unica.
| Squadra 1           | Risultato | Squadra 2 |
| ------------------- | --------- | --------- |
| 27 febbraio 2019    |           |           |
| L.R. Vicenza        | 2 - 0     | Gozzano   |
| Monza               | 1 - 0     | Imolese   |
| 28 febbraio 2019    |           |           |
| Trapani             | 1 - 0     | Potenza   |
| 13 marzo 2019       |           |           |
| Viterbese Castrense | 3 - 2     | Pisa      |

| Arbitro: | Di Cairano (Ariano Irpino) |

|          |           |  |
| Lora 24’ | Marcatori |  |

| Arbitro: | Colombo (Como) |

|                          |           |  |
| Curcio 8’ Giacomelli 74’ | Marcatori |  |

| Arbitro: | De Santis (Lecce) |

|            |           |  |
| Evacuo 89’ | Marcatori |  |

| Arbitro: | Rutella (Enna) |

|                                       |           |                             |
| Polidori 42’ Atanasov 90’ Pacilli 91’ | Marcatori | 48’ Moscardelli 79’ Marconi |

### Semifinali
Si disputano in partite di andata e ritorno.
| Squadra 1           | Totale | Squadra 2 | Andata | Ritorno |
| ------------------- | ------ | --------- | ------ | ------- |
| L.R. Vicenza        | 1 - 2  | Monza     | 0 - 1  | 1 - 1   |
| Viterbese Castrense | 3 - 1  | Trapani   | 1 - 0  | 2 - 1   |

#### Andata
| Arbitro: | Nicoletti (Catanzaro) |

|  |           |                 |
|  | Marcatori | 90+3’ E. Marchi |

| Arbitro: | D'Ascanio (Ancona) |

|              |           |  |
| Molinaro 87’ | Marcatori |  |

#### Ritorno
| Arbitro: | Zufferli (Udine) |

|                    |           |            |
| Bonetto 33’ (aut.) | Marcatori | 35’ Guerra |

| Arbitro: | Meraviglia (Pistoia) |

|                    |           |                            |
| Costa Ferreira 34’ | Marcatori | 44’ Mignanelli 59’ Pacilli |

### Finale
La finale si disputa in gara doppia: 24 aprile (andata) e 8 maggio (ritorno) 2019.
| Squadra 1 | Totale      | Squadra 2           | Andata | Ritorno |
| --------- | ----------- | ------------------- | ------ | ------- |
| Monza     | 2 - 2 (gfc) | Viterbese Castrense | 2 - 1  | 0 - 1   |

#### Andata
| Arbitro: | Camplone (Pescara) |

|                                   |           |                |
| Brighenti 31’ D'Errico 57’ (rig.) | Marcatori | 14’ Vandeputte |

#### Ritorno
| Arbitro: | Ayroldi (Molfetta) |

|                |           |  |
| Atanasov 90+2’ | Marcatori |  |

## Statistiche

### Individuali

#### Classifica marcatori
| Gol | Rigori |  | Giocatore            | Squadra      |
| --- | ------ |  | -------------------- | ------------ |
| 4   |        |  | Modou Diop           | Siracusa     |
| 3   |        |  | Giacomo Zecca        | Teramo       |
| 3   |        |  | Mario Pacilli        | Viterbese    |
| 3   |        |  | Davide Cais          | Albissola    |
| 3   | 1      |  | Eric Lanini          | Imolese      |
| 3   | 1      |  | Alex Rolfini         | Gozzano      |
| 3   |        |  | Davide Moscardelli   | Pisa         |
| 2   |        |  | Nicolás César Rizzo  | Siracusa     |
| 2   |        |  | Nicola Ciccone       | Catanzaro    |
| 2   |        |  | Eugenio D'Ursi       | Catanzaro    |
| 2   |        |  | Daniele Celiento     | Catanzaro    |
| 2   |        |  | Matteo Ronchi        | Ravenna      |
| 2   |        |  | Kayro Flores Heatley | Cavese       |
| 2   |        |  | Damir Ceter          | Olbia        |
| 2   | 1      |  | Ettore Mendicino     | Monopoli     |
| 2   | 1      |  | Luca Zamparo         | Cuneo        |
| 2   |        |  | Michele Valentini    | Imolese      |
| 2   |        |  | Nikolay Todorov      | Rieti        |
| 2   |        |  | Manuel Fischnaller   | Catanzaro    |
| 2   |        |  | Samuele Vianni       | Entella      |
| 2   |        |  | Ettore Marchi        | Gubbio/Monza |